# How to Make It in America
How to Make It in America, Com sortir-se'n a Amèrica, és una sèrie de comèdia-drama de la HBO. La sèrie tracta sobre les vides d'en Ben Epstein (Bryan Greenberg) i el seu amic Cam Calderon (Victor Rasuk), que intenten assolir l'èxit en l'escena fashion de Nova York.

## Personatges
- Bryan Greenberg és Ben Epstein
- Victor Rasuk és Cameron "Cam" Calderon
- Luis Guzmán és Rene Calderon
- Lake Bell és Rachel Chapman
- Scott Mescudi (Kid Cudi) és Domingo Brown
- Martha Plimpton és Edie Weitz
- Shannyn Sossamon és Gingy Wu
- Eddie Kaye Thomas és David "Kappo" Kaplan
- Jason Pendergraft és Darren Hall